# Chiesa di San Martino (Predaia)
La chiesa di San Martino è una chiesa cimiteriale a Vervò, frazione di Predaia, in Trentino. Risale al XIV secolo.

## Storia

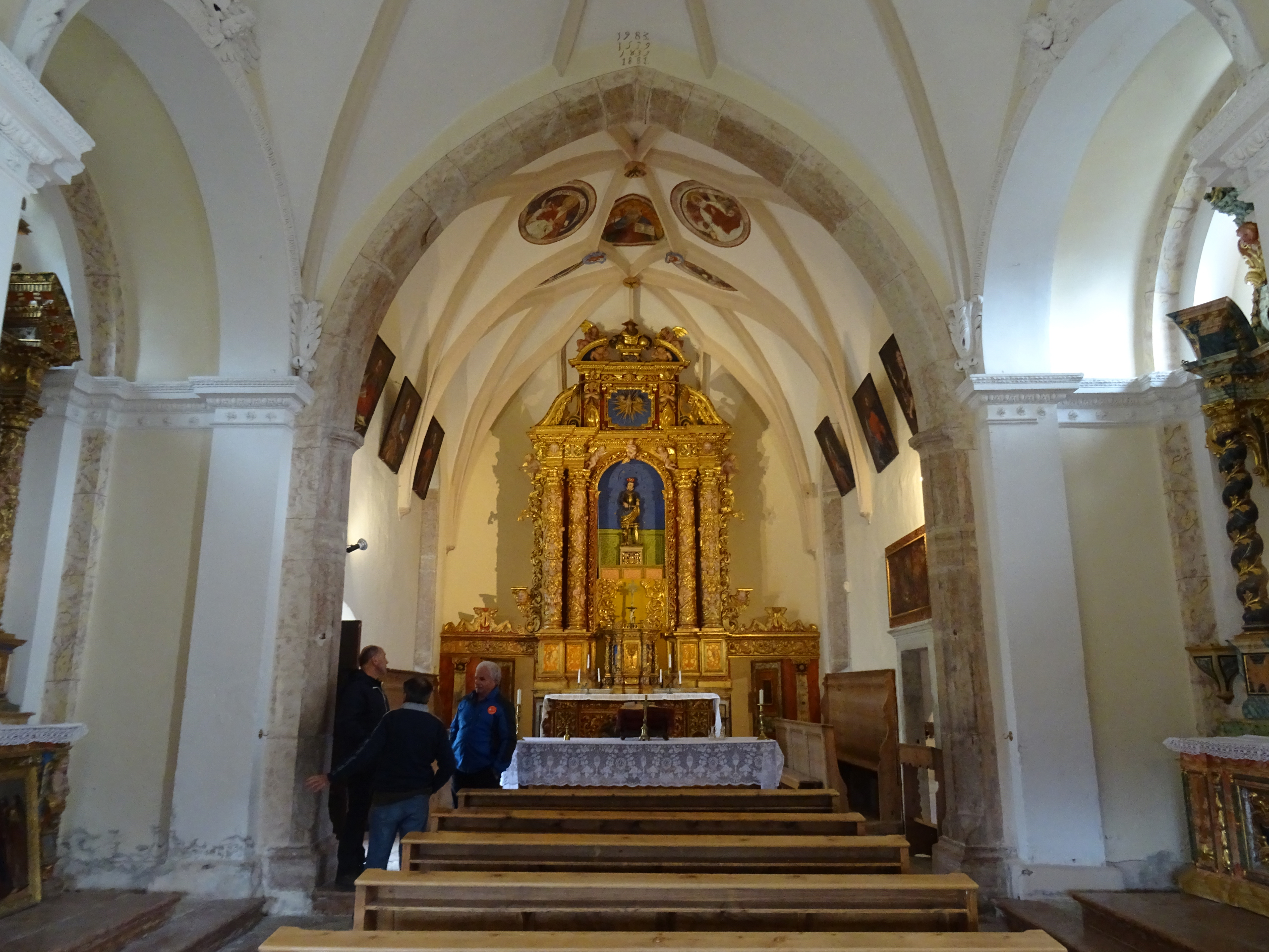
Interno

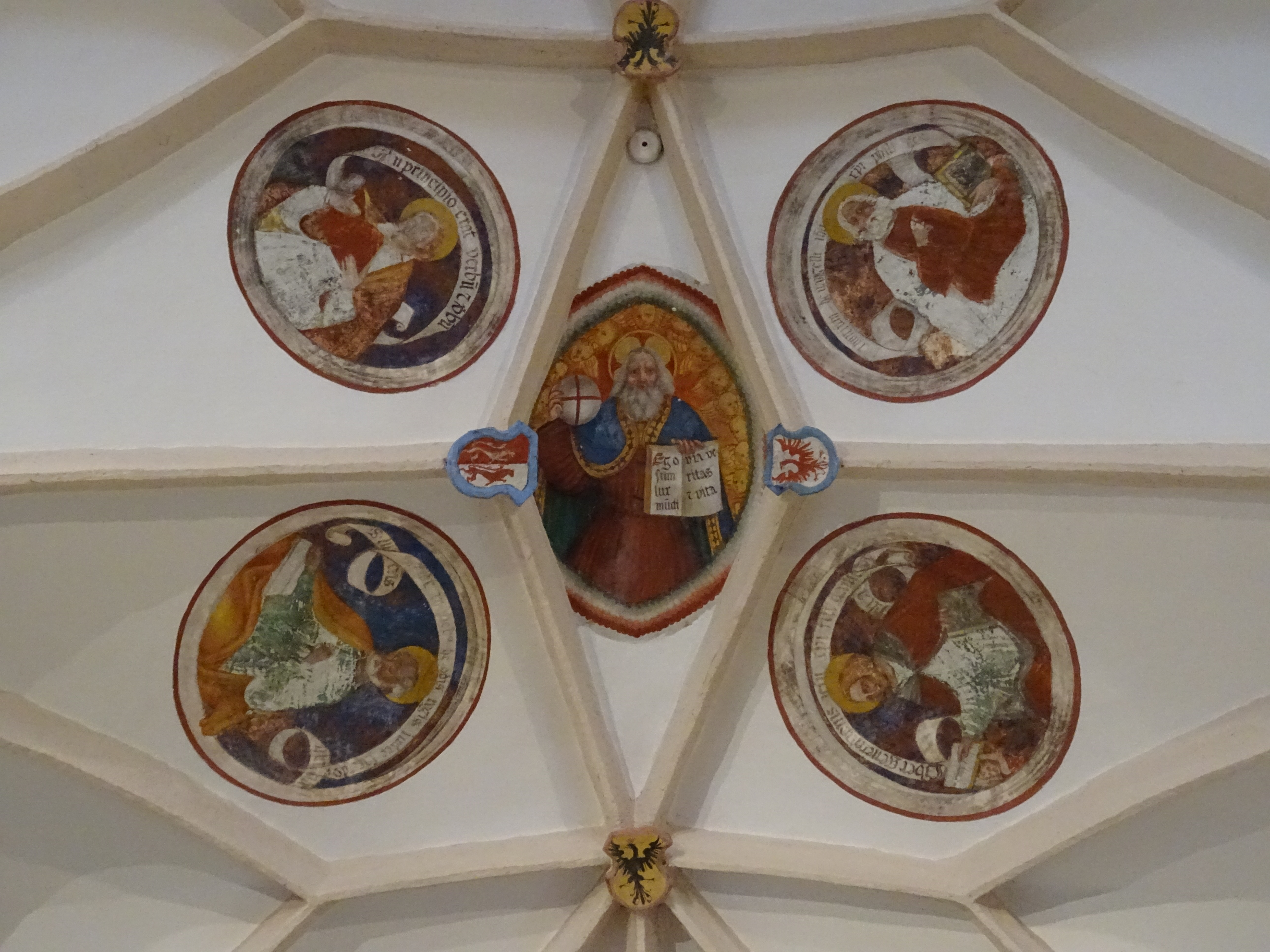
Affreschi del presbiterio

La chiesa di San Martino nella località di Vervò è stata edificata nel XIV secolo. Divenne in quel periodo e per due anni la sede della Compagnia dei Battuti.
La torre campanaria venne decorata con una grande affresco raffigurante San Cristoforo e Gesù Bambino attorno alla metà del XV secolo, e in quel periodo venne fusa anche la campana.
Nel XVI secolo la vecchia chiesa venne in parte demolita per erigervi, sullo stesso sito, il nuovo edificio. La sua costruzione venne ultimata attorno alla metà del secolo, quando si iniziò anche a decorarne la parte presbiteriale. 
L'edificio fu consacrato nel 1558.
Nel XVIII secolo la pavimentazione venne rimodernata e un secolo dopo l'edificio fu oggetto di una nuova ristrutturazione.
Nel XX secolo la chiesa fu oggetto, più volte, dell'interesse di ladri che trafugarono dipinti e statue in legno. In conseguenza di questi fatti, a partire dal 1976, l'edificio fu rimodernato con l'impianto elettrico ed un sistema antifurto. La chiesa fa parte di un complesso che comprende anche la cappella dei Santi Fabiano e Sebastiano, la cappella del Sepolcro, il cimitero e una Via Crucis.